# Gabriel Lester

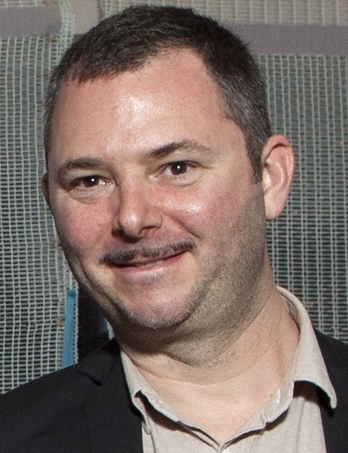
Gabriel Lester (2013)

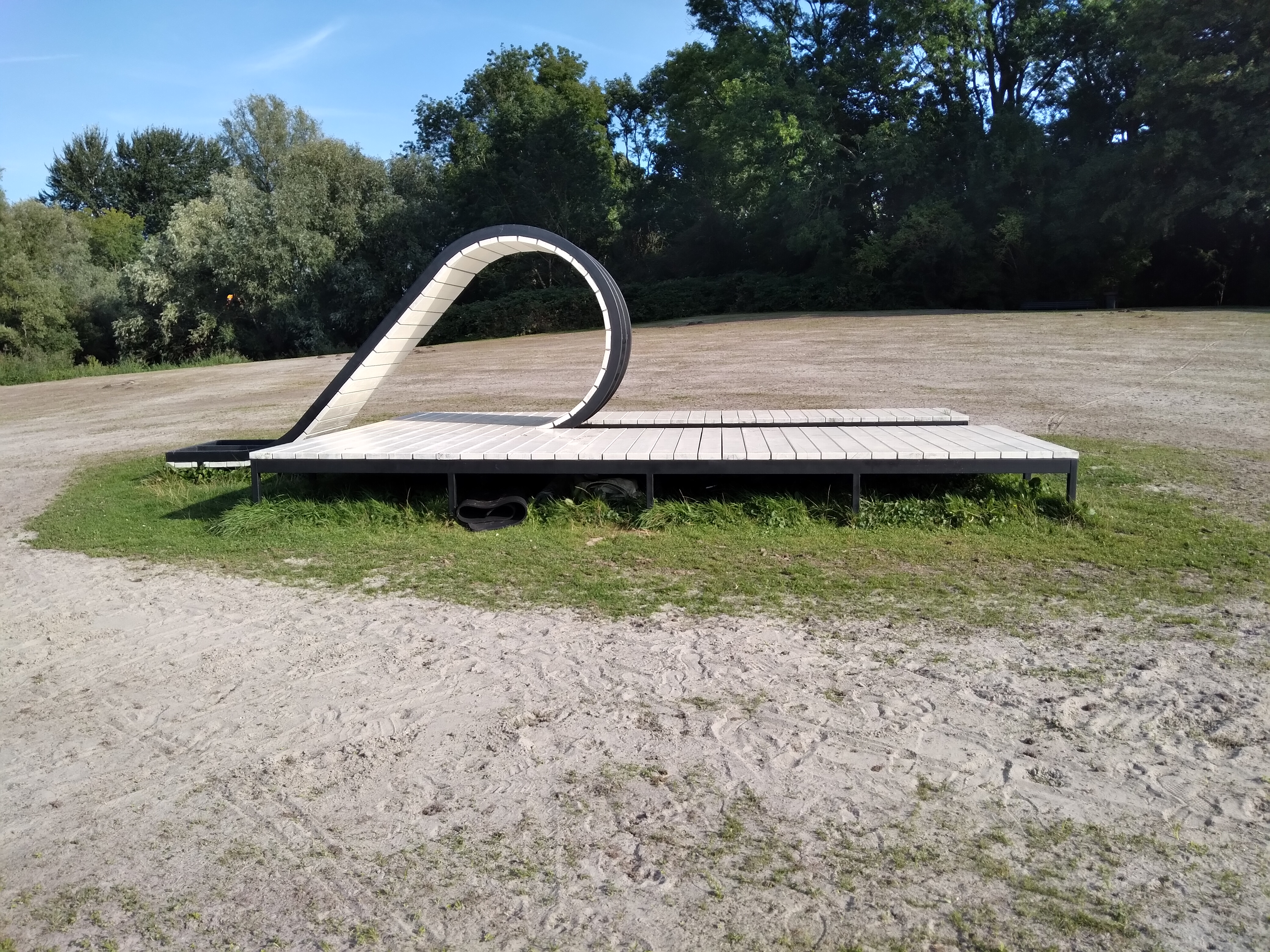
Skulptur Bos Peel, Amsterdamse Bos

Gabriel Lester (* 6. Februar 1972 in Amsterdam) ist ein niederländischer Installations-, Performance- und Videokünstler.

## Leben und Werk
Lester studierte an der Akademie voor Kunst en Vormgeving St. Joost, LUCA Campus Sint-Lukas Brussel und der Rijksakademie van beeldende kunsten. Er lehrt am Sandberg Instituut der Gerrit Rietveld Academie in Amsterdam.

„Meine Installationen funktionieren von innen nach außen. Sie zielen auf dramatische Spannung und befragen die Rolle des Betrachters. Die erzeugte Spannung ist entweder eine implizit erzählerische oder eine explizit visuelle oder beides zugleich. Die häufige Verwendung von Bildfolgen, Parallelen, visuellen und/oder räumlichen Zusammenstellungen erzeugen einen Spannungsbogen oder gar eine erzählende Handlung. Themen wie die Psychologie des Raumes (...) sowie die Wiederbegegnung mit erinnerten Orten tauchen in meinen künstlerischen Arbeiten regelmäßig auf.“

„Das Zusammenspiel von Wahrnehmung, Einbildungskraft, Glauben und Begehren ist die treibende Kraft in Gabriel Lesters Praxis. Ob Performance, Film, Video oder Installation – seine Kunst ist immer dramatisch, wohlausbalanciert zwischen Pathos und Komik. Lester nennt die Pantomime als frühen Einfluss auf seine Kunst.“

Einzelausstellungen im In- und Ausland sowie Teilnahme an zahlreichen internationalen Ausstellungen, darunter die Biennale von São Paulo; die Biennale di Venezia 2007 und die dOCUMENTA (13).